# Walter Buchebner
Walter Buchebner (* 1929 in Mürzzuschlag; † 1964 in Wien) war ein österreichischer Dichter.

## Leben
Walter Buchebner wuchs in Mürzzuschlag auf und tauchte 1945 unter, um der Einberufung zum Volkssturm zu entgehen. Nach Beendigung des Gymnasiums in Bruck an der Mur ging er nach Wien, um Germanistik zu studieren. Sein Studium hat er jedoch nicht abgeschlossen. Bereits 1951 wurden erste Gedichte von ihm veröffentlicht; drei Jahre später heiratete er. Er brach sein Studium ab und arbeitete unter anderem als Bauarbeiter, Fahrdienstleiter, Monteur, Telegrafist und Erzieher und leitete ab 1956 eine Zweigstelle der Wiener Städtischen Büchereien. 
Inspiriert wurde Walter Buchebner unter anderem von Allen Ginsberg. 1962 erhielt er den Theodor-Körner-Preis. 
1959 wurde ein schweres Nierenleiden diagnostiziert. Walter Buchebner nahm sich 1964, vermutlich wegen großer Schmerzen, das Leben. 
Aus der seinem Andenken gewidmeten Walter-Buchebner-Gesellschaft entwickelte sich das Kunsthaus Mürzzuschlag.

## Werke
- Zeit aus Zellulose. Jugend & Volk, Wien 1969.
- Die weiße Wildnis. Styria, Graz 1974.
- ich die eule von wien Edition Atelier, Wien 2011.